# Platja de Terramar
La platja de Terramar és una platja urbana del municipi de Sitges (Garraf) situada al final del passeig marítim, davant de la zona residencial de Terramar, que li dona nom. Limita amb dos espigons exempts, un a llevant, on limita amb la platja de la Barra, i un altre, a ponent, on limita ambla platja de les Anquines. Es caracteritza per l'existència de quatre petites illes artificials, creades per a la protecció de la sorra.
Orientada al sud-sud-est, té una longitud de 484 metres i una amplada mitjana de 19 metres, formada per sorra fina i un pendent d'entrada a l'aigua molt suau. Disposa de punt de socorrisme i primers auxilis, lavabos públics, dutxes i rentapeus, accés adaptat per a persones amb mobilitat reduïda, guingueta i lloguer de para-sols, tendals, gandules i patins.
Està guardonada amb la Bandera Blava, que reconeix internacionalment la qualitat de l'aigua i serveis. L'Agència Catalana de l'Aigua efectua un control setmanal de la qualitat de l'aigua, durant la temporada de bany, amb el resultat d'excel·lent. La platja de Terramar està adherida a la destinació Costa de Barcelona, certificada per Biosphere des del 2017.